# 日産・ホーマー

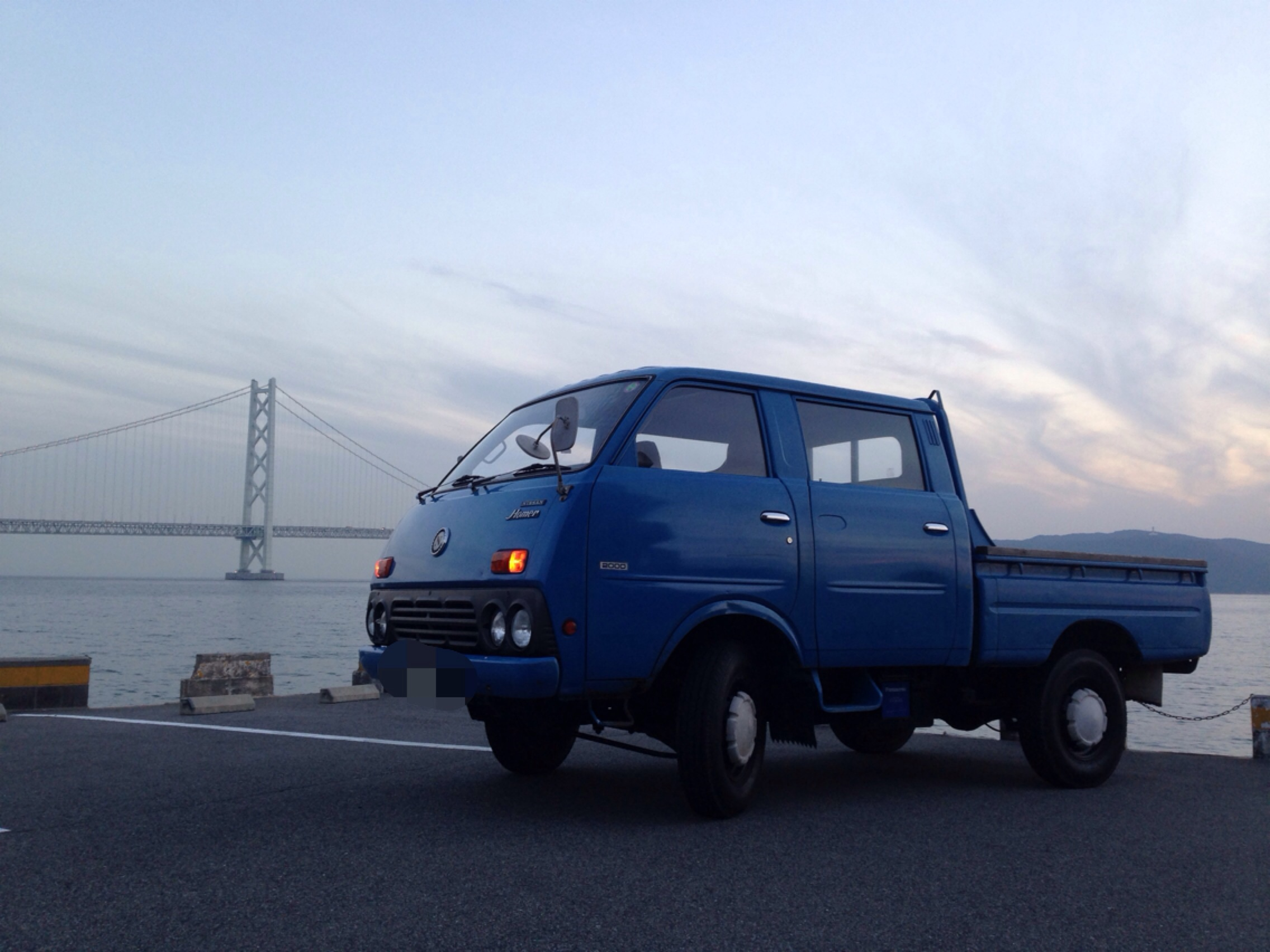
2代目ホーマー(F21)ダブルキャブ

ホーマー（Homer）は、プリンス自動車工業が発売し、日産自動車が引き継いで製造していた小型トラック。

## 初代（1964年-1976年）
- 1964年9月 - 当時のプリンス自動車より発売開始。トラックはT640・バンはV640型。
- 1966年 - プリンスが日産に吸収合併されたことに伴い、車名を「ニッサン・プリンス・ホーマー」へと改められた。
- 1968年 - 1565cc56馬力のR型エンジンが搭載され、1.5トン積みモデルが加わる[2]。
- 1970年 - プリンスの名も消え「ニッサン・ホーマー」となる。（但し、車検証上の車名は引き続き「プリンス」。）
- 1972年8月 - マイナーチェンジを機に、T20型へ型式変更。

## 2代目（1976年-1982年）
- 1976年1月 - F20型にモデルチェンジ。キャブスターと姉妹車化[3]。
- 1977年11月 - 長尺スチール製高床車追加及び一部改良。
- 1978年4月 - マイナーチェンジ。 
  - 10月 - 1.0t積み低平床(スーパーロー)車追加。
- 1979年9月 - 54年排出ガス規制対応及びマイナーチェンジ。型式がF21型系車となる。 モデルプレートが現行車種で採用されている書式に変更。
- 1982年2月 - キャブスターとの統合により車名をアトラスに変更し、F22型にモデルチェンジした。